# Antonio Gramsci

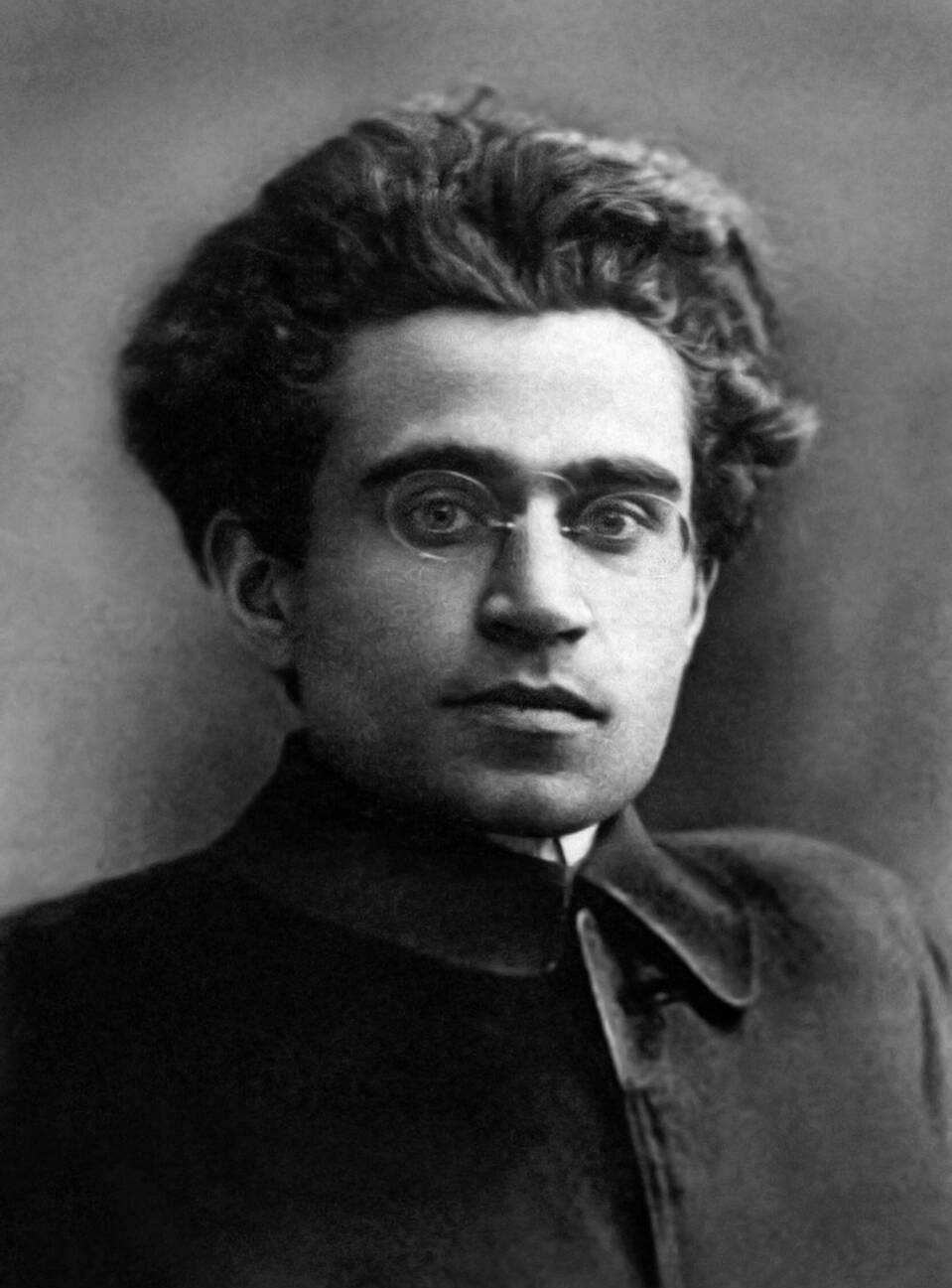
Antonio Gramsci (ca. 1920)

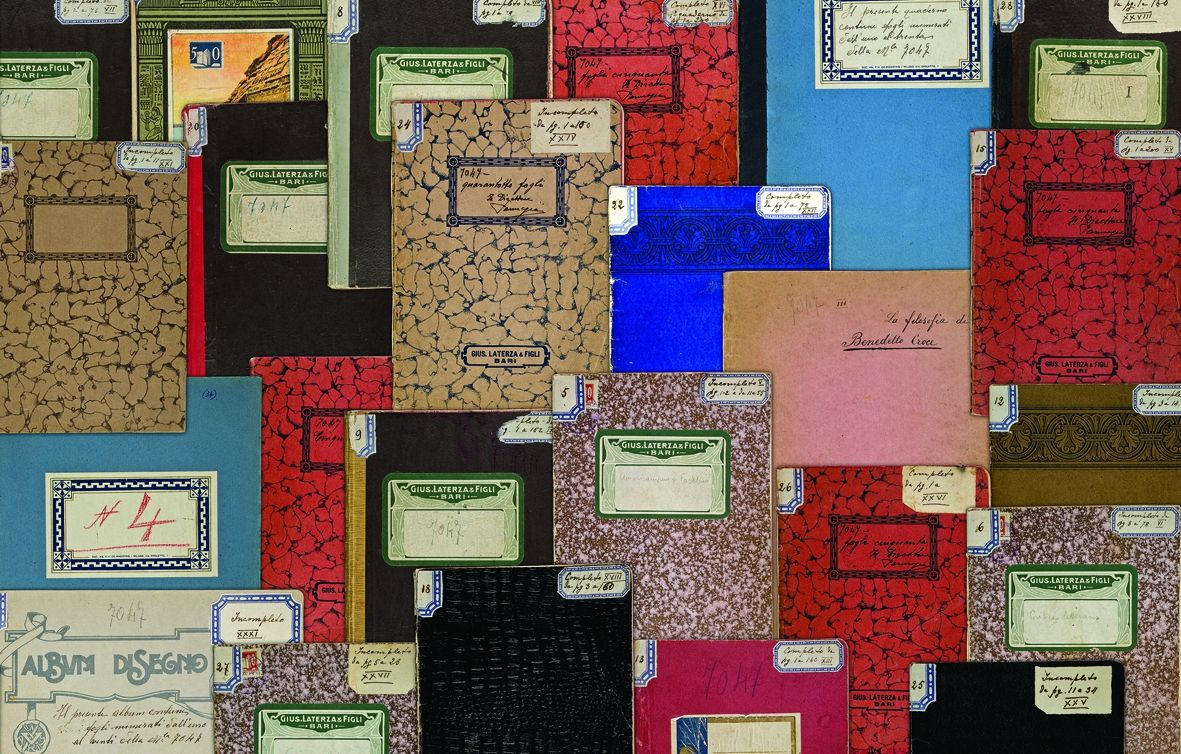
Gramsci's aantekeningen uit de gevangenis (quaderni del carcere)

Antonio Gramsci (Ales, Sardinië, 22 januari 1891 – Rome, 27 april 1937) was een Italiaans schrijver, politicus en politiek theoreticus. Hij was mede-oprichter en eerste leider van de Italiaanse Communistische Partij (Partito Comunista Italiano, PCI). Door zijn theorieën over de rol van cultuur en leiderschap in de politieke strijd geldt hij als een originele en invloedrijke denker, zowel binnen als buiten het marxistische kader.

## Levensloop
Antonio Gramsci werd geboren als de vierde van zeven kinderen (drie jongens, vier meisjes) in het gezin van Francesco Gramsci en Giuseppina Marcias. Zijn familie trok door verschillende gemeenten op Sardinië totdat ze zich uiteindelijk in Ghilarza vestigden. 
De familie Gramsci kwam oorspronkelijk uit Albanië (de naam is afgeleid van Gramsh), en was tijdens of na 1821 naar Italië geëmigreerd. Als jongen leed Gramsci aan gezondheidsproblemen, met name een misvorming van de wervelkolom die zijn groei belemmerde (zijn volwassen lengte was minder dan 1,5 meter) en hem ernstig gebocheld achterliet. Decennia lang werd gemeld dat zijn toestand het gevolg was van een ongeluk in zijn kinderjaren, met name dat een oppas hem had laten vallen, maar later werd gesuggereerd dat het te wijten was aan de ziekte van Pott, een vorm van tuberculose die misvorming van de wervelkolom kan veroorzaken.
Hij groeide op in armoede, die veroorzaakt werd door de arrestatie van vader Gramsci, een kleine ambtenaar die betrokken was bij de activiteiten van de Socialistische Partij.
Met zijn vader had hij geen goede relatie; met zijn moeder des te beter. In 1897, na de arrestatie en gevangenzetting van vader Francesco, verhuisde het gezin naar Ghilarza, eveneens op Sardinië, waar de jonge Antonio naar school ging.
Op 11-jarige leeftijd moest Gramsci gaan werken om het gezin mede te onderhouden. Hij leerde in zijn vrije tijd, en toen hij later naar school terugkeerde, stond hij bekend als een zeer begaafd leerling. Al vroeg gaf de jonge Antonio blijk van een grote interesse in literatuur. 
Via zijn broer Gennaro, die hem vanuit Turijn socialistische bladen als Avanti! (Voorwaarts!) toezond, werd Gramsci rond 1905 bekend met linkse politiek. Op het lyceum in Cagliari kwam Gramsci in aanraking met leden van de arbeidersbeweging.
In 1911 kon hij met een beurs letterkunde gaan studeren aan de Universiteit van Turijn. Na zijn studie richt Gramsci in 1919 samen met onder anderen Palmiro Togliatti het tijdschrift L'Ordine Nuovo (de nieuwe orde) op. De mensen achter dit blad voegden zich in 1921 bij de Partito Comunista Italiano (PCI), waarvan Gramsci de eerste leider werd. Later speelde Gramsci een belangrijke rol in de Comintern. In 1923 trouwde Gramsci met de violiste Julka Schucht (1896–1980), een lid van de Communistische Partij van de Sovjet-Unie . Gramsci ontmoette Schucht terwijl hij zes maanden in de Sovjet-Unie woonde als Italiaanse afgevaardigde van de Communistische Internationale (Comintern). Ze kregen twee zonen, Delio (1924–1982) en Giuliano (1926–2007 ) .

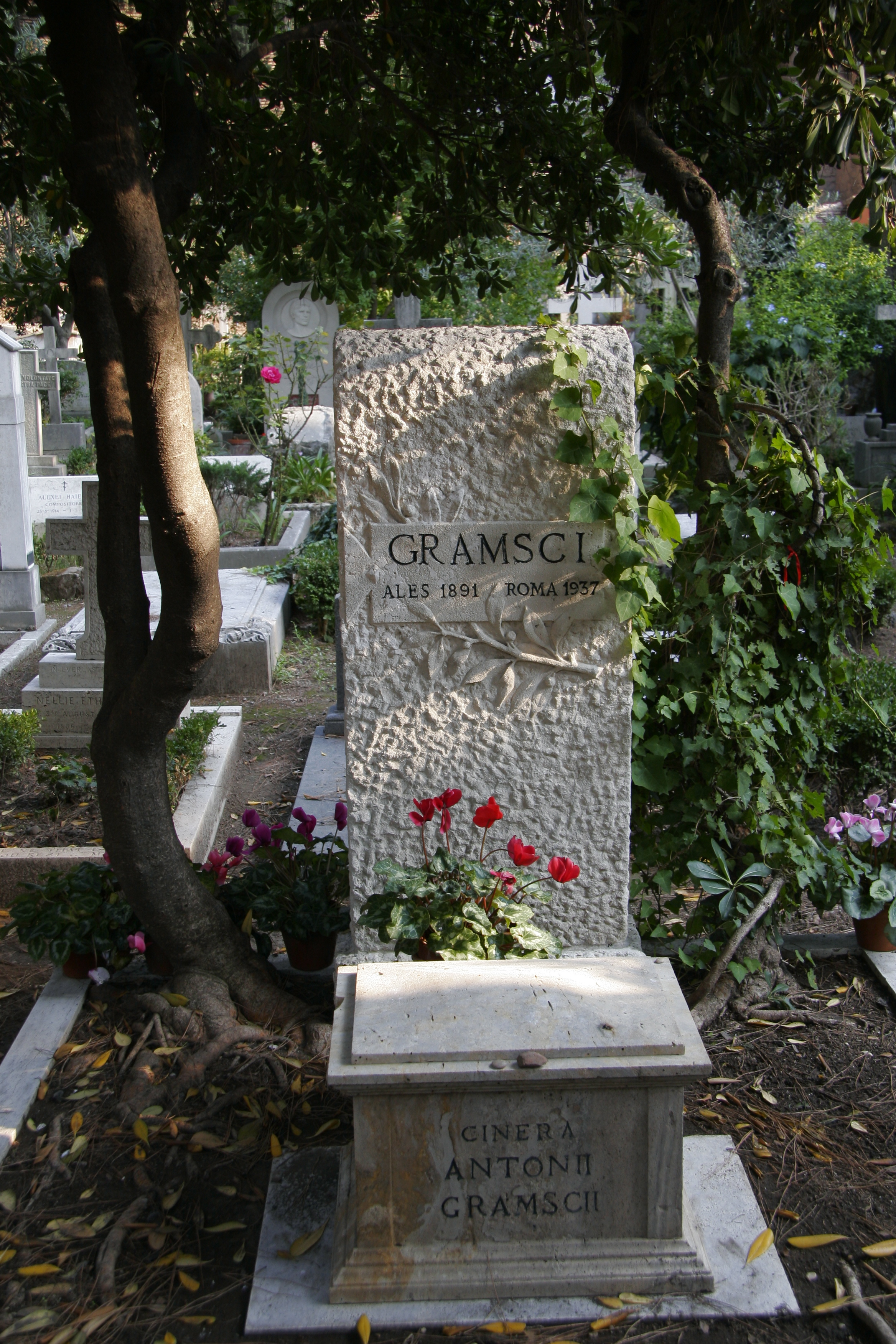
Gramsci's graf te Rome

In 1924 richtte Gramsci het communistische dagblad L'Unità op. In datzelfde jaar werd hij lid van het Italiaanse parlement namens de provincie Veneto. Gramsci hield slechts één toespraak in het parlement, tegen Mussolini's verbod op geheime organisaties (tegenstanders van het fascistische regime). Ondanks zijn parlementaire onschendbaarheid werd hij op 8 november 1926 gearresteerd en veroordeeld tot vijf jaar ballingschap in een gevangenenkolonie op het eiland Ustica. Deze ballingschap, die slechts tot februari 1927 duurde, werd gevolgd door tien jaar gevangenisstraf. In gevangenschap schreef hij zijn bekendste werk, de Quaderni del Carcere (Gevangenisgeschriften), bestaande uit 30, door de latere president Sandro Pertini naar buiten gesmokkelde, notitieboekjes die hij in de gevangenis heeft volgeschreven. 
Op 4 juni 1928 werd hij, samen met andere Italiaanse communistische leiders, veroordeeld tot 20 jaar, 4 maanden en 5 dagen gevangenisstraf. Tijdens zijn gevangenschap werd Gramsci vaak ziek, maar kreeg hij geen goede behandeling. Gramsci bracht de laatste twee jaar van zijn leven onder bewaking door in het Quisisana-ziekenhuis in Rome.
Kort na zijn vrijlating in 1937 Rome overleed Gramsci. Hij ligt begraven op het Cimitero Acattolico in Rome.

## Politieke theorie
Gramsci heeft als niet-orthodox marxist veel bijgedragen aan de theoretische ontwikkeling van het marxisme maar ook aan andere perspectieven. Zijn belangrijkste bijdrage is de theorie van de culturele hegemonie, opgetekend in zijn werk Quaderni del carcere.
Gramsci bekritiseerde het concept van het economisch determinisme, dat eind 19e eeuw in het denken van de socialistische beweging had postgevat. De heersende gedachte was dat het kapitalisme vanzelf zou instorten; pas daarna zouden de arbeiders de macht moeten grijpen, want alleen een crisis in de economische onderbouw zou een structurele verandering in de politieke bovenbouw mogelijk maken. Hoewel ook Lenin al tegen dit economisme (eenzijdige nadruk op economische factoren) ageerde, keerde het na diens dood terug in het, nota bene mede naar hem vernoemde, marxisme-leninisme.
Volgens Gramsci leidde een dergelijke gedachtegang tot een gevaarlijk passieve houding bij de arbeidersbeweging. Een onvermogen om praktisch op te treden had het uiteenvallen van de Tweede Internationale veroorzaakt. Recenter, in 1919-20, hadden de Italiaanse socialisten verzuimd de arbeiders voor zich te winnen, terwijl dit de fascisten wel gelukt was, met als gevolg de machtsovername door Mussolini.
Tegenover het economisme stelde Gramsci zijn theorie van de politieke praxis. Deze theorie leunt o.a. op het politieke denken van Machiavelli.
Hoewel Gramsci soms als verlicht sociaaldemocraat wordt beschouwd vanwege zijn culturele (niet economische) interpretatie van de begrippen klassenstrijd en revolutie, is hij altijd leninist gebleven (Visser 1978). Negri (2006) spreekt over de ware Gramsci, de leninist, in tegenstelling tot 'Togliatti's Gramsci'.

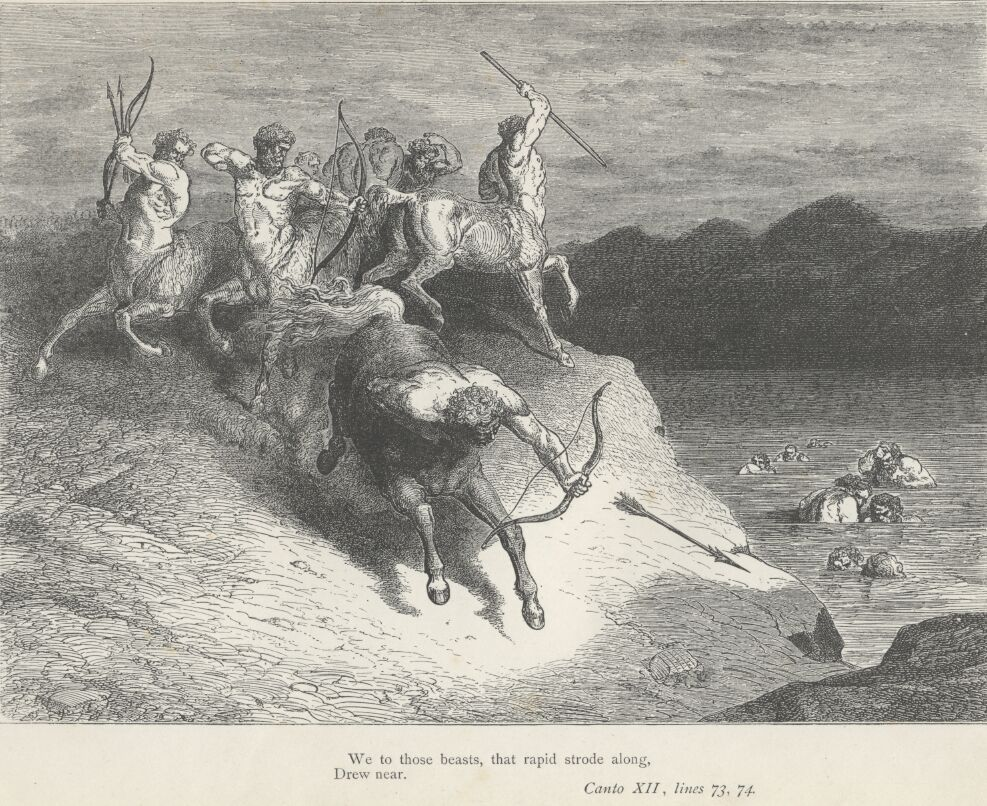
Gramsci vergelijkt het kapitalisme met een centaur: het dierlijke onderlijf is de economische en militaire macht van het kapitaal (dominazione), het menselijke bovenlijf is de culturele hegemonie (direzione of egemonia)

### Culturele hegemonie
Een onder marxisten populaire notie is die van het valse bewustzijn waaronder arbeiders in het kapitalisme zouden lijden: religie en nationalisme vertroebelen hun klassenbewustzijn, het inzicht dat zij worden uitgebuit en onderdrukt en dat zij daar iets aan kunnen doen. Gramsci is een van de bronnen van dit idee. Hij vroeg zich af waarom de klassenstrijd zo langzaam voortschreed. De opkomst van het fascisme als vals bewustzijn bij uitstek, leidde Gramsci tot de theorie van de culturele hegemonie. Volgens deze theorie beheersen de heersende klassen niet alleen staat en economie, maar is hun cultuur ook dominant, en worden door deze cultuur ideologisch wenselijke sociale patronen gepropageerd. Het effect is dat revolutionairen steeds verder buiten de orde worden geplaatst.
De term hegemonie was al eerder gebruikt door Plechanov om het leiderschap mee aan te duiden dat de arbeidersklasse in een coalitie met de andere onderdrukte groepen (met name de boeren) zou moeten uitoefenen in de burgerlijke revolutie, de omverwerping van het tsaristische regime (die uiteindelijk in 1905 uitbrak). Ook Lenin was van deze noodzaak overtuigd.
Maar waar hegemonie bij Plechanov en Lenin slechts een organisatorisch middel is voor de arbeidersklasse, wordt het bij Gramsci een analytisch concept. Voortbouwend op Croce maakt hij onderscheid tussen de civiele maatschappij (società civile) en de politieke (società politica). De bourgeoisie oefent in een kapitalistisch systeem niet alleen politieke, economische en militaire/politionele overheersing uit, maar ook civiel, intellectueel en moreel leiderschap, oftewel hegemonie. Deze hegemonie is vóór en tijdens, maar ook na de revolutie nodig om de instemming van de meerderheid te verkrijgen en zo steviger in het zadel te zitten. Wil het proletariaat zijn eigen revolutie bewerkstelligen, dan moet het op dezelfde manier hegemonie verkrijgen.
Hegemonie wordt niet zomaar afgedwongen: om haar te verkrijgen moet een klasse andere sociale groepen in haar strijd betrekken (voor of tegen de heersende orde) en daarvoor moeten politieke compromissen gesloten worden om tot een nationaal belang te komen. Dit levert een sterke nuancering op in het beeld van de klassenstrijd, die zo centraal is in al het marxistisch denken.
Cultuur is bij Gramsci een veel breder begrip dan in het dagelijks spraakgebruik en omvat ook kennis en vaardigheden. Een probleem dat Gramsci als activist tegenkwam bij de fabrieksbezettingen van 1919-20 was dat de arbeiders die hij ondersteunde weliswaar met succes een fabriek konden overnemen, maar vervolgens grote moeite hadden deze te leiden omdat de benodigde vaardigheden hen nooit waren bijgebracht.

### Passieve revolutie
Zich afvragend waarom grote revoluties zo zeldzaam waren, kwam Gramsci op het concept van de passieve revolutie: een revolutie die door de staat, en niet door de leden van een bepaalde klasse uitgevoerd wordt. Als voorbeeld hiervan noemt Gramsci het Risorgimento, de Italiaanse eenwording, die weliswaar gedeeltelijk door nationalistische strijders uitgevochten werd, maar voornamelijk door het leger en de diplomatie van het koninkrijk Sardinië-Piëmont, en niet door de mobilisatie van boeren die op landhervorming zonnen.
De passieve revolutie is volgens Gramsci het geëigende instrument van de heersende klasse om een wankelende hegemonie opnieuw te schragen, middels de creatie van een nieuw nationaal belang.

### Ideologie
Ideologie is voor Gramsci niet slechts een onderdeel van de economisch gedetermineerde bovenbouw van de samenleving, maar een materiële, maatschappijbepalende factor. Ideologie in deze zin is niet een door één denker of stroming bedacht waardenstelsel, maar een psychologisch noodzakelijk cement dat de maatschappelijke verhoudingen in stand houdt.
Ideologie is ingebed in de cultuur in de breedste zin van het woord, in de maatschappelijke gedragingen van mensen en in hun gezond verstand. Het marxisme moet volgens Gramsci een kritiek van dit paradoxale, vertekende verstand zijn, met als doel een goed verstand over te houden. Om de overgang van kapitalisme naar socialisme te maken, moet er een intellectuele en morele hervorming plaatsvinden, waarbij een nieuwe ideologie wordt gevormd die de belangen van verschillende onderdrukte groepen uitdrukt.

### Invloed
Gramsci's theorie van culturele hegemonie ligt aan de grondslag van de hegemoniale stabiliteitstheorie van de internationale betrekkingen, die tegenwoordig voornamelijk door liberalen wordt aangehangen.
Gramsci's theorieën hadden een grote invloed op het eurocommunisme, de marxistische filosofie in Joegoslavië en op latere denkers als Louis Althusser, Edward Said en Pier Paolo Pasolini.
Ook nieuwrechtse denkers zoals Alain de Benoist beriepen zich wat betreft de theorie van de culturele hegemonie op Gramsci.

## Trivia
- In 1926 schreef Gramsci een brief aan de Comintern naar aanleiding van de vaste greep over deze organisatie die Stalin kreeg. Hierin verwierp hij oppositie binnen de Comintern, maar gaf ook aan welke fouten Stalin volgens hem maakte. Togliatti, partijvertegenwoordiger van de Italiaanse communisten, opende en las de brief, waarop hij besloot de brief niet af te leveren. Hierdoor is er een jarenlang conflict ontstaan tussen Togliatti en Gramsci.
- Gramsci's uitspraak Wat benodigd is, is pessimisme van het verstand en optimisme van de wil werd meermalen aangehaald door Noam Chomsky.

## Uitgaven
Het werk van Gramsci is zeer onvolledig uitgegeven in het Nederlands. Bloemlezingen en selecties zijn te vinden in:
- Yvonne Scholten (red.), Marxisme als filosofie van de praxis, Amsterdam, Van Gennep, 1972
- Valentino Gerratana en Giovanni Matteoli (red.), Grondbegrippen van de politiek. Hegemonie, staat, partij, Nijmegen, SUN, 1980
- Marxistiese staatstheorie 2: Gramsci (= Te Elfder Ure, nr. 28), 1981
- Antonio Gramsci, Alle mensen zijn intellectuelen. Notities uit de gevangenis, vertaald en toegelicht door Arthur Weststeijn, Nijmegen, Uitgeverij Vantilt, 2019, (selectie rond het thema macht)